# Malephora luteola
Malephora luteola är en isörtsväxtart som först beskrevs av Adrian Hardy Haworth, och fick sitt nu gällande namn av Schwant. Malephora luteola ingår i släktet Malephora och familjen isörtsväxter. Inga underarter finns listade i Catalogue of Life.